# Prieuré de Pully
Le Prieuré (avenue du Prieuré 2a), actuellement auberge communale, est l'un des principaux monuments historiques de Pully, dans le canton de Vaud, en Suisse.

## Histoire
Cet ancien domaine viticole dépendant du prieuré clunisien de Abbatiale de Payerne est contigu à l'église de Pully et comporte une cour intérieure dont l'entrée a été fortifiée sans doute au XIVe siècle. L'établissement a été confisqué par les nouvelles autorités bernoises lors de la conquête du Pays de Vaud en 1536. Ces nouveaux propriétaires n'y ont apporté que peu de changements.
Le bâtiment principal, au nord, conserve quelques ouvertures de style gothique et abrite non seulement des caves et pressoirs, mais aussi l'auberge communale et les salles des autorités locales. D'importantes rénovations dans le goût historicisant ont eu lieu au début du XXe siècle.
Classé monument historique depuis 1924 et répertorié depuis 1988 sur le plan national dans la liste B des Biens culturels d'importance régionale.    